# Minibasket
El Minibasket es un recurso educativo que busca desarrollar los esquemas motores de base en el niño y enseñar los fundamentos del baloncesto. Su práctica  abarca las edades  comprendidas en la etapa de la escuela primaria, usualmente entre los menores de 11 años. Las dimensiones del terreno de juego, la altura de los aros, el tamaño de los tableros y el diámetro y peso de los balones están adaptados a la edad. El objetivo del juego, incluso superior a la competitividad, es la enseñanza y pedagogía, tanto individual como colectiva.
El tiempo de juego es de dos tiempos de veinte minutos cronometrados cada uno, con una pausa entre estos de diez minutos. Cada tiempo es a su vez dividido en dos periodos de diez minutos, con un intervalo de dos minutos entre cada uno.
Para fines educativos, sobre todo en los jugadores de menor edad, hay flexibilidad en el tiempo y división de períodos de juego, donde de común acuerdo entre los equipos se pueden jugar 4, 6, o incluso 8 períodos por partido. Aproximadamente, el tiempo total del partido debe ser de 40 minutos cronometrados. Además del tiempo, hay considerables variaciones en las reglas, dependiendo del organizador de la competición, debido al carácter pedagógico del deporte infantil. Y eso les permite a los niños a jugar bien.

## Medidas del terreno de juego, la canasta y la pelota
Se juega en un rectángulo liso y sin obstáculos, con una superficie similar a la del campo estándar de baloncesto de 28 x 15 metros.
La canasta se compone del tablero, del aro y de la red. El tablero mide 1.20 metros de largo y 90 centímetros de ancho. En él se sujeta el aro, situado a 2.6 metros del suelo. La red que sujeta el aro mide aproximadamente 40 centímetros.
El balón, número 5 (5 pulgadas) tiene una circunferencia que varía entre 69 y 70 centímetros, con un peso entre 470 y 510 gramos.

## Equipamiento del jugador
El jugador usa un uniforme compuesto de camiseta sin mangas y pantalón corto de un color predominante, con números del 4 al 15, aunque no es raro ver números superiores debido a que algunos equipos tienen más de 12 jugadores. Está prohibido el uso de collares, pulseras, relojes, pendientes, o cualquier otro objeto que pueda causar daño. Para poder jugar se deben de quitar los objetos citados anteriormente o se pueden tapar con esparadrapo. Sin embargo, es permitido el uso de gafas, siempre y cuando éstas sean resistentes al impacto.
1. No hay tiempo de posesión de 24 segundos. Existe la regla antipasividad, en la que el árbitro puede iniciar una cuenta atrás de 10 segundos si observa que un equipo no intenta atacar.
2. Campo. El equipo tiene derecho a tener el balón en su propio campo durante 8 segundos sin que haya defensores. Si algún defensor corta la pelota en el campo en el que ataca, se señaliza esta regla y se efectúa un saque de banda.
3. De acuerdo al artículo 3° del Reglamento FIBA para la práctica del minibasket no hay tiro de tres puntos, por lo que hay otra línea de tres más cercana a la canasta. La línea de tiros libres estará ubicada a una distancia de 4 metros.
4. No es permitida la defensa en zona, por tal razón los árbitros deben estar pendientes de que los equipos hagan defensa individual.
5. A diferencia del baloncesto en categorías superiores, si al concluir el último periodo de juego los equipos se encuentran empatados, el resultado se mantiene y no se deben jugar tiempos suplementarios.
6. Es de obligatorio cumplimiento que todos los jugadores, inicialistas y sustitutos, sean parte del juego.
7. En jugadores de menos de nueve años, no aplica la regla de campo atrás.